# Joe Spence
Joseph Waters Spence (Throckley, Northumberland, Inglaterra, 15 de diciembre de 1898 - Chesterfield, Inglaterra, 31 de diciembre de 1966), conocido deportivamente como Joe Spence, fue un futbolista inglés. El Manchester United compró Spence al Scotswood en marzo de 1919. Su primer partido con el club fue el 30 de agosto de 1919 contra el Derby County, al comienzo de la primera temporada de la Football League después de la Primera Guerra Mundial.
Marcó 168 goles en 510 partidos con el Manchester United; en el momento de su partida en 1933, ambos eran récords del club. Finalmente fue superado por Jack Rowley como máximo goleador del club en 1952, mientras que su récord de apariciones se mantuvo hasta noviembre de 1964, cuando fue superado por Bill Foulkes.
Una de las pocas verdaderas estrellas del United entre guerras, su juego como extremo convirtió al "Give it to Joe" en el canto de palco más escuchado durante sus 14 años en Old Trafford. En su primera temporada anotó 14 goles en 32 partidos en la First Division, y en su mejor temporada en el club, la 1927-28, marcó 24 goles; 22 en liga y dos en FA Cup. Sin embargo, el United descendió dos veces a la Second Division durante sus 14 años allí.

## Trayectoria

### Inicios
Nacido en Throckley, Northumberland, el joven Spence jugó para Blucher Juniors y Throckley Celtic. Mientras estuvo en el primero, anotó 42 de los 49 goles del equipo en su primera temporada. A los 13 años comenzó a trabajar como minero y fue reclutado por el ejército a los 17, donde se desempeñó como artillero. 

### Manchester United
Jugaría para Liverpool, Newburn y Scotswood durante sus años de servicio y ganó la Army Cup con su batallón. Pero en marzo de 1919, un año después de que terminara la Primera Guerra Mundial, Spence fichó por el United desde el equipo amateur del noreste, Scotswood.
No perdió mucho tiempo para causar impacto: en su debut, anotó cuatro goles en una paliza contra el Bury en Old Trafford por la Lancashire Section donde el encuentro terminaría 5-1. Su debut oficial se produjo en agosto cuando se reanudó la liga y fue un modelo de consistencia después de eso, jugando 510 encuentros y marcando 168 goles. 
Para su desgracia estaría en Old Trafford durante algunos de los años más difíciles de la historia del club, en un período en el que los equipos del United a menudo no producían grandes actuaciones, su entretenida presencia fue un verdadero punto culminante. 
Lamentablemente para Spence, no logró ganar ningún título importante con el club y no fue hasta que dejó el United en 1933.

### Bradford City
Dejó el United para unirse al Bradford City en 1933, donde jugó 75 partidos en dos temporadas, anotando 27 goles, proclamándose máximo goleador en la temporada 1933-1934. 

### Chesterfield
Dejó el Bradford para unirse al Chesterfield en mayo de 1935.
Finalmente, logró levantar un trofeo: el campeonato de la Third Division North en 1936. 

### Retorno al Manchester United
Cuando terminó la Segunda Guerra Mundial en 1945, el nuevo entrenador Matt Busby trajo a Spence de regreso al Manchester United en un rol de entrenador y cazatalentos. 

### Selección nacional
A pesar de su éxito como jugador a nivel de clubes, sólo fue internacional dos veces con Inglaterra, sus posibilidades de reconocimiento internacional no fueron muchas ya que pasó varias temporadas jugando fuera de la máxima categoría. 

## Fallecimiento
Murió la víspera de Año Nuevo de 1966, a la edad de 68 años.

## Vida privada

### Familia
Su hijo, también llamado Joe, estaba inscrito en el Chesterfield, pero no jugaría hasta unirse al York City en 1950. En cuatro años en York, jugó 110 encuentros antes de ir al fútbol no liguero con el Gainsborough Trinity. 

## Palmarés

### Campeonatos nacionales
- Chesterfield: Football League Third Division North: 1935-36